# Kora (zpěvačka)
Olga Aleksandra Ostrowska (Sipowicz), známá pod uměleckým jménem Kora (8. června 1951 Krakov – 28. července 2018) byla polská rocková zpěvačka, skladatelka a hudební producentka, televizní osobnost. Byla sólistkou kapely Maanam (1976–2008), se kterou vydala 11 studiových alb. Kora byla autorkou většiny textů k písním Maanam. Od roku 1982 se věnovala také sólové dráze. Je popisována jako jedna z nejcharismatičtějších a nejvýraznějších postav v historii polského rocku.